# Christian Knorr von Rosenroth
Christian Knorr von Rosenroth, född den 15 juli 1636, död den 4 maj 1689, var en lärd tysk riksfriherre, teolog, orientalist och psalmförfattare.
von Rosenroth studerade i Leipzig och Wittenberg och företog därefter en längre resa till Frankrike, England och Holland. På denna träffade han Henry More och Meir Stern och fördes av dem in i studiet av alkemi, orientaliska språk och särskilt kabbala. Genom sin kännedom om de hemliga vetenskaperna kom han i förbindelse med pfalzgreven Kristian August, som 1668 utnämnde honom till försteminister och gehejmeråd. År 1677 gjorde kejsar Leopold I honom till friherre. 
Sin stora lärdom har Rosenroth nedlagt i Cabbala denudata (Sulzbach 1677), en med flera tillägg utgiven översättning av Zohar, den teoretiska kabbalas huvudverk. Som Lullus, Pico della Mirandola och Reuchlin sökte von Rosenroth att förena kabbala och kristendom och intar med sitt väldiga verk och sin egendomliga personlighet en betydande plats inom den kristna kabbalismen. von Rosenroth skrev dessutom flera psalmer och sånger av värde.